# Аббатство Джерпоинт
Джерпоинт (англ. Jerpoint Abbey) — цистерцианское аббатство в Томастауне, графство Килкенни, Ирландия.
Аббатство основано в 1180 году на месте ранее существовавшего бенедиктинского монастыря 1160 года постройки. В 1541 году оно перешло во владение Джеймса Батлера, 9-го графа Ормонда. С 1880 года сооружение имеет статус памятника национального значения и находится в ведении Управления общественных работ. Джерпоинт выделяется своей средневековой архитектурой, а также резьбой на каменных стенах и гробницах. На нескольких гробницах изображена роза Тюдоров, что указывает на время создания.
Вблизи аббатства есть руины старой церкви, в которой, согласно местным легендам, расположена могила Святого Николая.